# Bermudas nos Jogos Paralímpicos
Bermudas participou pela primeira vez dos Jogos Paralímpicos em 1996 e vem participando de todas as edições desde então, outrossim, Bermudas nunca participou das edições dos Jogos Paralímpicos de Inverno.